# سل مینور
سل مینور (انگلیسی: G minor) با مخفف (Gm) یک گام مینور بر پایهٔ نت سل است.

## تعریف
گام سل مینور بر سه نوع مینور تئوریک (طبیعی)، مینور هارمونیک و مینور ملودیک استوار است و گام بزرگ نسبی آن، سی بمل ماژور است و علامت سرکلید آن سی بمل و می بمل است.
- نت‌های گام سل مینور طبیعی به ترتیب عبارتند از : سل، لا، سی بمل، دو، ر، می بمل، فا.

- در گام سل مینور هماهنگ (یا سل مینور هارمونیک)، نت «فا» نیم پرده کروماتیک به بالا تغییر می‌کند:

- در صورتی‌که درجات ششم و هفتم در حالت بالا رونده نیم پرده کروماتیک به بالا تغییر کند و در حالت پایین رونده به حالت اصلی خود برگردد، سل مینور نغمگی (یا سل مینور ملودیک) است.

## آثار در سل مینور
- آداجیو در سل مینور
- رقص مردگان (سن-سانس)
- سمفونی شماره ۱ (چایکوفسکی)
- سمفونی شماره ۲۵ (موتسارت)
- کنسرتو ویولن شماره ۱ (بروخ)
- چهار فصل (ویوالدی)